# Bentayan (Kembang Tanjong)
Bentayan is een bestuurslaag in het regentschap Pidie van de provincie Atjeh, Indonesië. Bentayan telt 312 inwoners (volkstelling 2010).